# Fróði Benjaminsen
Fróði Benjaminsen (Toftir, 14 de dezembro de 1977) é um futebolista faroes que atua como meio-campista ou zagueiro. Atualmente, joga pelo Skála ÍF. É o recordista de jogos pela seleção das Ilhas Faroé, com 95 jogos.[carece de fontes?]

## Carreira
Em 2004, Benjaminsen se transferiu para o Fram Reykjavík, para jogar a Úrvalsdeild.
Em dezembro de 2004, assinou um contrato de 1 ano com B36 Tórshavn, retornando à Ilhas Faroé.

### HB Tórshavn

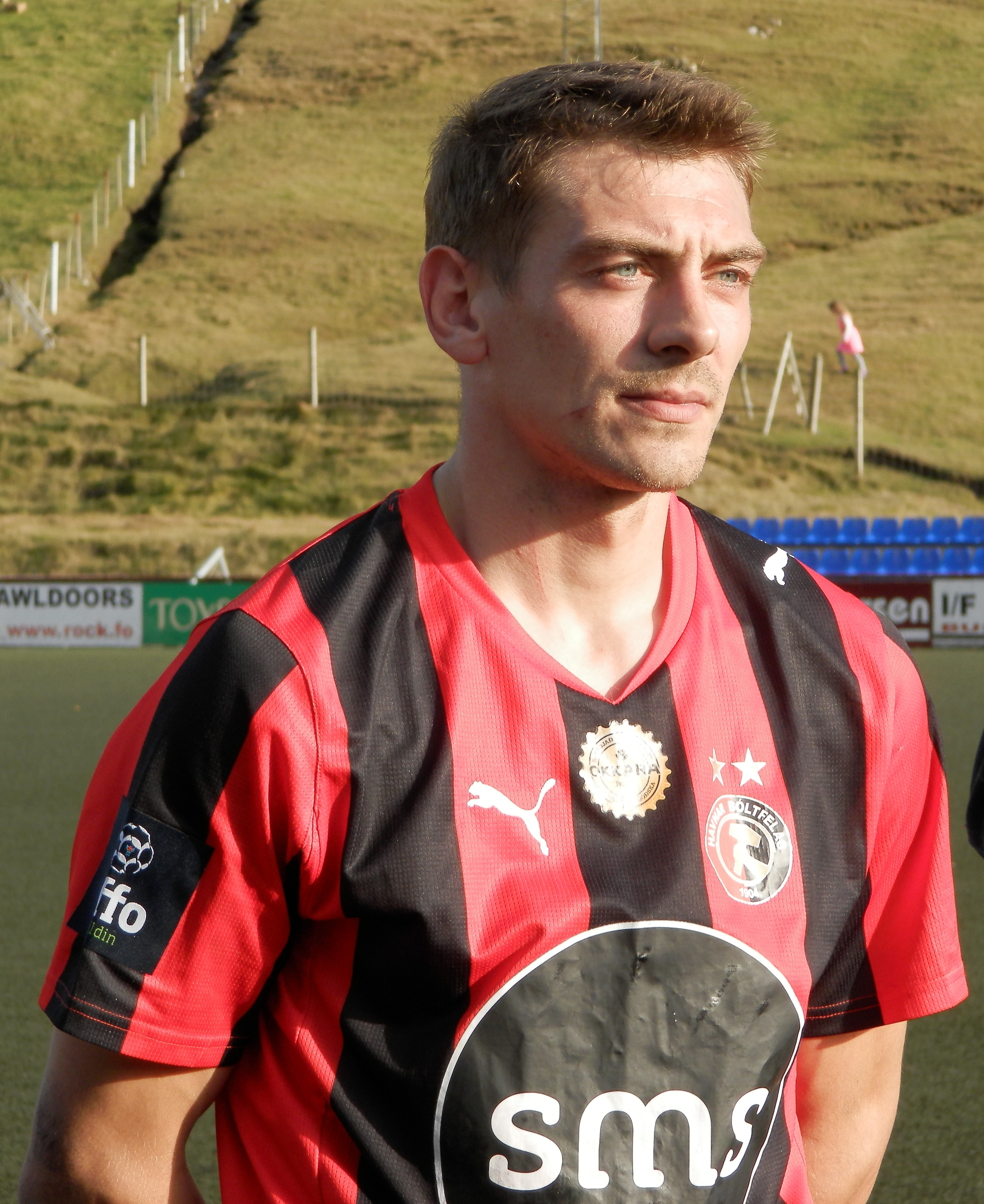
Benjaminsem quando jogava pelo HB Tórshavn em 2012

Chegou no HB Tórshavn em 2008, clube onde ficou até 2016, conquistando inúmeros títulos, com destaque para o ano de 2013, que além de conquistar o título da Liga Faroesa, foi eleito o melhor jogador, melhor meio-campo e escolhido para o time do ano.
Benjaminsen se aposentou oficialmente do futebol cem outubro de 2015, mas no dia 10 março de 2016, voltou de sua aposentadoria e assinou um contrato de 1 ano com o clube em se aposentou e atuou por 8 temporadas, o HB Tórshavn.
Em fevereiro de 2019, foi anunciado pelo Skála IF, assinando contrato até final do ano.

## Seleção Faroesa

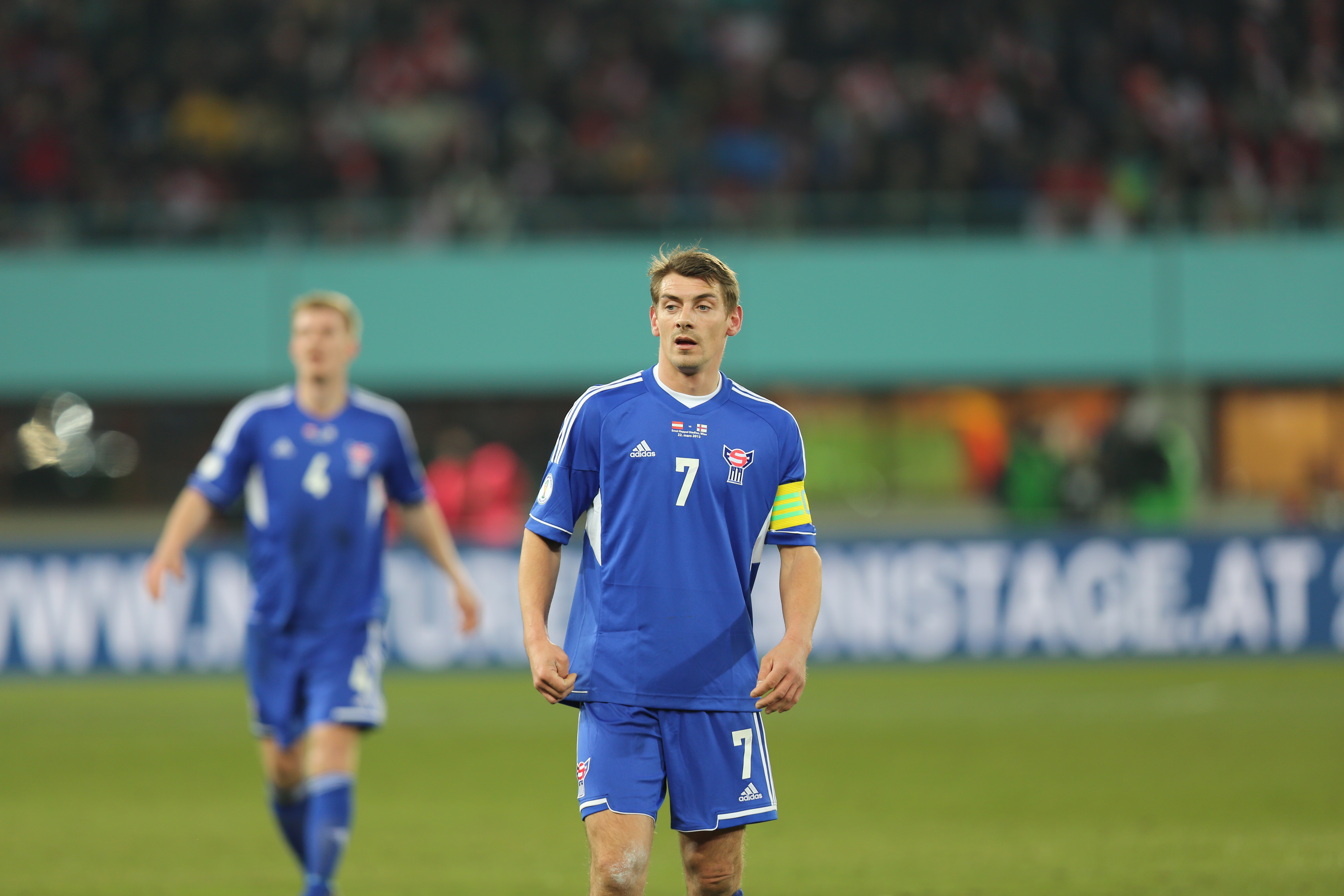
Benjaminsem como capitão em partida contra a Seleção da Áustria, no ano de 2013.

Ao todo, Benjaminsem participou de 95 jogos e marcou 6 gols, tornando-se o jogador que mais atuou pela Seleção Feroesa, de 1999 até 2017. Também foi o capitão de 2008 até o ano de sua aposentadoria da seleção.[carece de fontes?]

### Jogos
Abaixo, todos os 95 jogos que Benjaminsen jogou pela Seleção:[carece de fontes?]
| N°                              | Data                            | Local                           | Seleção                         | Resultado                       | Competição                             |
| Legenda: Vitória Empate Derrota | Legenda: Vitória Empate Derrota | Legenda: Vitória Empate Derrota | Legenda: Vitória Empate Derrota | Legenda: Vitória Empate Derrota | Legenda: Vitória Empate Derrota        |
| ------------------------------- | ------------------------------- | ------------------------------- | ------------------------------- | ------------------------------- | -------------------------------------- |
| 1.                              | 18 de julho de 1999             | Tórshavn                        | Islândia                        | 0-1                             | Amistoso                               |
| 2.                              | 8 de setembro de 1999           | Tórshavn                        | Lituânia                        | 0-1                             | Qualificação para a EURO 2000          |
| 3.                              | 31 de janeiro de 2000           | La Manga                        | Finlândia                       | 0-1                             | Campeonato Nórdico                     |
| 4.                              | 4 de fevereiro de 2000          | La Manga                        | Islândia                        | 2-3                             | Campeonato Nórdico                     |
| 5.                              | 26 de abril 2000                | Vaduz                           | Liechtenstein                   | 1-0                             | Amistoso                               |
| 6.                              | 16 de agosto de 2000            | Tórshavn                        | Dinamarca                       | 0-2                             | Copa Báltica                           |
| 7.                              | 31 de janeiro de 2001           | Växjö                           | Suécia                          | 0-0                             | Copa Báltica                           |
| 8.                              | 24 de março de 2001             | Luxemburgo                      | Luxemburgo                      | 2-0                             | Eliminatórias da Copa do Mundo de 2002 |
| 9.                              | 28 de março de 2001             | Moscou                          | Russia                          | 0-1                             | Eliminatórias da Copa do Mundo de 2002 |
| 10.                             | 2 de junho de 2001              | Toftir                          | Suiça                           | 0-1                             | Eliminatórias da Copa do Mundo de 2002 |
| 11.                             | 6 de junho 2001                 | Toftir                          | Iugoslávia                      | 0-6                             | Eliminatórias da Copa do Mundo de 2002 |
| 12.                             | 15 de agosto de 2001            | Belgrado                        | Iugoslávia                      | 0-2                             | Eliminatórias da Copa do Mundo de 2002 |
| 13.                             | 1 de setembro de 2001           | Toftir                          | Luxemburgo                      | 1-0                             | Eliminatórias da Copa do Mundo de 2002 |
| 14.                             | 5 de setembro de 2001           | Tórshavn                        | Russia                          | 0-3                             | Eliminatórias da Copa do Mundo de 2002 |
| 15.                             | 21 de agosto de 2002            | Tórshavn                        | Liechtenstein                   | 3-1                             | Amistoso                               |
| 16.                             | 7 de setembro de 2002           | Toftir                          | Escócia                         | 2-2                             | Qualificação para a EURO 2004          |
| 17.                             | 12 de outubro de 2002           | Kaunas                          | Lituânia                        | 0-2                             | Qualificação para a EURO 2004          |
| 18.                             | 16 de outubro de 2002           | Hannover                        | Alemanha                        | 1-2                             | Qualificação para a EURO 2004          |
| 19.                             | 27 de abril 2003                | Toftir                          | Cazaquistão                     | 3-2                             | Amistoso                               |
| 20.                             | 29 de abril de 2003             | Tórshavn                        | Cazaquistão                     | 2-1                             | Amistoso                               |
| 21.                             | 7 de junho de 2003              | Reykjavík                       | Islândia                        | 1-2                             | Qualificação para a EURO 2004          |
| 22.                             | 11 de junho de 2003             | Tórshavn                        | Alemanha                        | 0-2                             | Qualificação para a EURO 2004          |
| 23.                             | 6 de setembro de 2003           | Glasgow                         | Escócia                         | 1-3                             | Qualificação para a EURO 2004          |
| 24.                             | 10 de setembro de 2003          | Toftir                          | Lituânia                        | 1-3                             | Qualificação para a EURO 2004          |
| 25.                             | 21 de fevereiro de 2004         | San Fernando                    | Polônia                         | 0-6                             | Amistoso                               |
| 26.                             | 18 de agosto de 2004            | Toftir                          | Malta                           | 3-2                             | Amistoso                               |
| 27.                             | 4 de setembro de 2004           | Basel                           | Suíça                           | 0-6                             | Eliminatórias da Copa do Mundo de 2006 |
| 28.                             | 8 de setembro de 2004           | Tórshavn                        | França                          | 0-2                             | Eliminatórias da Copa do Mundo de 2006 |
| 29.                             | 9 de outubro de 2004            | Nicósia                         | Chipre                          | 2-2                             | Eliminatórias da Copa do Mundo de 2006 |
| 30.                             | 13 de outubro de 2004           | Dublin                          | Irlanda                         | 0-2                             | Eliminatórias da Copa do Mundo de 2006 |
| 31.                             | 4 de junho de 2005              | Toftir                          | Suíça                           | 1-3                             | Eliminatórias da Copa do Mundo de 2006 |
| 32.                             | 8 de junho de 2005              | Tórshavn                        | Irlanda                         | 0-2                             | Eliminatórias da Copa do Mundo de 2006 |
| 33.                             | 3 de setembro de 2005           | Lens                            | França                          | 0-3                             | Eliminatórias da Copa do Mundo de 2006 |
| 34.                             | 7 de setembro de 2005           | Tórshavn                        | Israel                          | 0-2                             | Eliminatórias da Copa do Mundo de 2006 |
| 35.                             | 8 de setembro de 2005           | Ramat-Gan                       | Israel                          | 1-2                             | Eliminatórias da Copa do Mundo de 2006 |
| 36.                             | 14 de maio de 2006              | Wronki                          | Polônia                         | 0-4                             | Amistoso                               |
| 37.                             | 16 de agosto de 2006            | Toftir                          | Geórgia                         | 0-6                             | Qualificação para a EURO 2008          |
| 38.                             | 2 de setembro de 2006           | Glasgow                         | Escócia                         | 0-6                             | Qualificação para a EURO 2008          |
| 39.                             | 7 de outubro de 2006            | Tórshavn                        | Lituânia                        | 0-1                             | Qualificação para a EURO 2008          |
| 40.                             | 11 de outubro de 2006           | Sochaux                         | França                          | 0-5                             | Qualificação para a EURO 2008          |
| 41.                             | 24 de março de 2007             | Toftir                          | Ucrânia                         | 0-2                             | Qualificação para a EURO 2008          |
| 42.                             | 28 de março de 2007             | Tbilisi                         | Geórgia                         | 1-3                             | Qualificação para a EURO 2008          |
| 43.                             | 6 de junho de 2007              | Toftir                          | Escócia                         | 0-2                             | Qualificação para a EURO 2008          |
| 44.                             | 12 de setembro de 2007          | Kaunas                          | Lituânia                        | 1-2                             | Qualificação para a EURO 2008          |
| 45.                             | 13 de outubro de 2007           | Tórshavn                        | França                          | 0-6                             | Qualificação para a EURO 2008          |
| 46.                             | 21 de novembro de 2007          | Modena                          | Itália                          | 1-3                             | Qualificação para a EURO 2008          |
| 47.                             | 16 de março de 2008             | Kopavógur                       | Islândia                        | 0-3                             | Amistoso                               |
| 48.                             | 4 de junho de 2008              | Tallinn                         | Estônia                         | 3-4                             | Amistoso                               |
| 49.                             | 11 de outubro de 2008           | Tórshavn                        | Áustria                         | 1-1                             | Eliminatórias da Copa do Mundo de 2010 |
| 50.                             | 15 de outubro de 2008           | Kaunas                          | Lituânia                        | 0-1                             | Eliminatórias da Copa do Mundo de 2010 |
| 51.                             | 22 de março de 2009             | Kopavógur                       | Islândia                        | 2-1                             | Amistoso                               |
| 52.                             | 10 de junho de 2009             | Tórshavn                        | Sérvia                          | 0-2                             | Eliminatórias da Copa do Mundo de 2010 |
| 53.                             | 12 de agosto de 2009            | Tórshavn                        | França                          | 0-1                             | Eliminatórias da Copa do Mundo de 2010 |
| 54.                             | 5 de setembro de 2009           | Graz                            | Áustria                         | 1-3                             | Eliminatórias da Copa do Mundo de 2010 |
| 55.                             | 10 de outubro de 2009           | Guingamp                        | França                          | 0-5                             | Eliminatórias da Copa do Mundo de 2010 |
| 56.                             | 14 de outubro de 2009           | Piatra-Neamt                    | Romênia                         | 1-3                             | Eliminatórias da Copa do Mundo de 2010 |
| 57.                             | 21 de março de 2010             | Kopavógur                       | Islândia                        | 0-2                             | Amistoso                               |
| 58.                             | 4 de junho de 2010              | Hesperange                      | Luxemburgo                      | 0-0                             | Amistoso                               |
| 59.                             | 11 de agosto de 2010            | Tallin                          | Estônia                         | 1-2                             | Qualificação para a EURO 2012          |
| 60.                             | 3 de setembro de 2010           | Tórshavn                        | Sérvia                          | 0-3                             | Qualificação para a EURO 2012          |
| 61.                             | 7 de setembro de 2010           | Florença                        | Itália                          | 0-5                             | Qualificação para a EURO 2012          |
| 62.                             | 8 de outubro de 2010            | Liubliana                       | Eslovênia                       | 1-5                             | Qualificação para a EURO 2012          |
| 63.                             | 12 de outubro de 2010           | Toftir                          | Irlanda do Norte                | 1-1                             | Qualificação para a EURO 2012          |
| 64.                             | 3 de junho de 2011              | Tórshavn                        | Eslovênia                       | 0-2                             | Qualificação para a EURO 2012          |
| 65.                             | 7 de junho de 2011              | Tórshavn                        | Estônia                         | 2-0                             | Qualificação para a EURO 2012          |
| 66.                             | 10 de agosto de 2011            | Belfast                         | Irlanda do Norte                | 0-4                             | Qualificação para a EURO 2012          |
| 67.                             | 2 de setembro de 2011           | Tórshavn                        | Itália                          | 0-1                             | Qualificação para a EURO 2012          |
| 68.                             | 6 de setembro de 2011           | Tórshavn                        | Sérvia                          | 1-3                             | Qualificação para a EURO 2012          |
| 69.                             | 15 de julho de 2012             | Reykjavík                       | Islândia                        | 0-2                             | Amistoso                               |
| 70.                             | 7 de setembro de 2012           | Hannover                        | Alemanha                        | 0-3                             | Eliminatórias da Copa do Mundo de 2010 |
| 71.                             | 12 de outubro de 2012           | Tórshavn                        | Suécia                          | 1-2                             | Eliminatórias da Copa do Mundo de 2010 |
| 72.                             | 16 de outubro de 2012           | Tórshavn                        | Irlanda do Norte                | 1-4                             | Eliminatórias da Copa do Mundo de 2010 |
| 73.                             | 23 de março de 2013             | Viena                           | Áustria                         | 0-6                             | Eliminatórias da Copa do Mundo de 2010 |
| 74.                             | 11 de junho de 2013             | Stockholm                       | Suécia                          | 0-2                             | Eliminatórias da Copa do Mundo de 2010 |
| 75.                             | 14 de agosto de 2013            | Reykjavík                       | Islândia                        | 0-1                             | Amistoso                               |
| 76.                             | 6 de setembro de 2013           | Almati                          | Cazaquistão                     | 1-2                             | Eliminatórias da Copa do Mundo de 2010 |
| 77.                             | 10 de setembro de 2013          | Hannover                        | Alemanha                        | 0-3                             | Eliminatórias da Copa do Mundo de 2010 |
| 78.                             | 11 de outubro de 2013           | Tórshavn                        | Cazaquistão                     | 1-1                             | Eliminatórias da Copa do Mundo de 2010 |
| 79.                             | 15 de outubro de 2013           | Tórshavn                        | Áustria                         | 0-3                             | Eliminatórias da Copa do Mundo de 2010 |
| 80.                             | 1 de março de 2014              | Gibraltar                       | Gibraltar                       | 4-1                             | Amistoso                               |
| 81.                             | 7 de setembro de 2014           | Tórshavn                        | Finlândia                       | 1-3                             | Qualificações para a EURO 2016         |
| 82.                             | 11 de outubro de 2014           | Belfast                         | Irlanda do Norte                | 0-2                             | Qualificações para a EURO 2016         |
| 83.                             | 14 de outubro de 2014           | Tórshavn                        | Hungria                         | 0-1                             | Qualificações para a EURO 2016         |
| 84.                             | 14 de novembro de 2014          | Atenas                          | Grécia                          | 1-0                             | Qualificações para a EURO 2016         |
| 85.                             | 13 de junho de 2015             | Tórshavn                        | Grécia                          | 2-1                             | Qualificações para a EURO 2016         |
| 86.                             | 4 de setembro de 2015           | Tórshavn                        | Irlanda do Norte                | 1-3                             | Qualificações para a EURO 2016         |
| 87.                             | 7 de setembro de 2015           | Helsinqua                       | Finlândia                       | 0-1                             | Qualificações para a EURO 2016         |
| 88.                             | 6 de setembro de 2016           | Tórshavn                        | Hungria                         | 0-0                             | Eliminatórias da Copa do Mundo de 2018 |
| 89.                             | 6 de outubro de 2016            | Riga                            | Letônia                         | 2-0                             | Eliminatórias da Copa do Mundo de 2018 |
| 90.                             | 10 de outubro de 2016           | Tórshavn                        | Portugal                        | 0-5                             | Eliminatórias da Copa do Mundo de 2018 |
| 91.                             | 13 de novembro de 2016          | Lucerna                         | Suíça                           | 0-2                             | Eliminatórias da Copa do Mundo de 2018 |
| 92.                             | 9 de junho de 2017              | Tórshavn                        | Suíça                           | 0-2                             | Eliminatórias da Copa do Mundo de 2018 |
| 93.                             | 3 de setembro de 2017           | Tórshavn                        | Andorra                         | 1-0                             | Eliminatórias da Copa do Mundo de 2018 |
| 94.                             | 7 de outubro de 2017            | Tórshavn                        | Letônia                         | 0-0                             | Eliminatórias da Copa do Mundo de 2018 |
| 95.                             | 10 de outubro de 2017           | Budapeste                       | Hungria                         | 0–1                             | Eliminatórias da Copa do Mundo de 2018 |

### Gols
Abaixo, os jogos que Benjaminsen marcou os seus 6 gols pela Seleção:[carece de fontes?]
| Número | Data                  | Local                             | Seleção       | Gol | Resultado | Competição                             |
| ------ | --------------------- | --------------------------------- | ------------- | --- | --------- | -------------------------------------- |
| 1.     | 21 de agosto de 2002  | Tórsvøllur, Tórshavn, Ilhas Faroé | Liechtenstein | 2–1 | 3–1       | Amistoso                               |
| 2.     | 18 de agosto 2004     | Svangaskarð, Toftir, Ilhas Faroé  | Malta         | 3–2 | 3–2       | Amistoso                               |
| 3.     | 22 de março 2009      | Kópavogur, Islândia               | Islândia      | 1–0 | 2–1       | Amistoso                               |
| 4.     | 7 junho de 2011       | Svangaskarð, Toftir, Ilhas Faroé  | Estónia       | 1–0 | 2–0       | Qualificação para a Eurocopa 2012      |
| 5.     | 6 de setembro de 2011 | Estádio Partizan Belgrado, Sérvia | Sérvia        | 1–2 | 1–3       | Qualificação para a Eurocopa 2012      |
| 6.     | 6 de setembro de 2013 | Astana Arena, Astana, Cazaquistão | Cazaquistão   | 1–0 | 1–2       | Eliminatórias da Copa do Mundo de 2014 |

## Títulos

### B36 Tórshavn
- Campeonato Faroês: 2005
- Copa das Ilhas Faroe: 2006
- Supercopa das Ilhas Faroe: 2007

### HB Tórshavn
- Campeonato Faroês: 2009, 2010 e 2013.
- Supercopa das Ilhas Faroé: 2009 e 2010

### Víkingur Gøta
- Campeonato Faroês: 2017
- Supercopa das Ilhas Faroé: 2017

### Premios Individuais
- Melhor jogador da Campeonato Faroês: 2001, 2009, 2010 e 2013
- Melhor meio-campo da Campeonato Faroês: 2013
- Seleção do Campeonato Faroês: 2013